# Fonction hypergéométrique
Ne doit pas être confondu avec Loi hypergéométrique.

Graphe d'une fonction hypergéométrique dans le plan complexe.

En mathématiques, le terme de fonction hypergéométrique, parfois sous le nom « fonction hypergéométrique de Gauss », désigne généralement une fonction spéciale particulière, dépendant de trois paramètres a, b, c, notée 2F1(a, b, c ; z), parfois notée sans indice quand il n'y a pas d'ambigüité, et qui s'exprime sous la forme de la série hypergéométrique (lorsque celle-ci converge). Selon les valeurs prises par les paramètres, cette fonction correspond à de nombreuses fonctions usuelles ou spéciales, notamment des polynômes orthogonaux. La fonction hypergéométrique est en fait un cas particulier de la fonction hypergéométrique généralisée pFq(a1,...,ap ; b1,...,bq ; z).
La fonction hypergéométrique est également solution d'une équation différentielle complexe linéaire du second ordre, dite hypergéométrique, comprenant trois points singuliers réguliers. Toute équation différentielle linéaire du second ordre comprenant également trois points singuliers réguliers peut se ramener à cette équation.

## Aspects historiques
Le premier usage du terme « série hypergéométrique » est dû à John Wallis dans son ouvrage Arithmetica infinitorum publié en 1656. Ce terme apparaît dans la scholie à la proposition 190 de son livre, où il considère des séries du type :
{\displaystyle 1-1+2-6+24-120+...=0!-1!+2!-3!+4!-5!+...,}
dans lesquelles chaque terme, au lieu d'être multiplié par une « raison » constante comme dans la série géométrique usuelle, l'est par une valeur variant avec le terme considéré, d'où le qualificatif de « hypergéométrique », le préfixe d'origine grecque hyper- signifiant « supérieur à ».
Leonhard Euler a poursuivi l'étude de ce type de série, toutefois c'est à Gauss que l'on doit le premier traitement systématique de ce qui est appelée aujourd'hui la série hypergéométrique, et l'introduction de la notation F(α, β, γ, x) pour désigner la fonction correspondante, dite hypergéométrique.
Au cours du XIXe siècle, les études sur la fonction hypergéométrique se poursuivent, avec notamment les travaux de Ernst Kummer et de Bernhard Riemann, qui introduit et étudie l'équation différentielle qu'elle satisfait. Riemann montre notamment que l'équation différentielle dont est solution 2F1(z), étudiée dans le plan complexe, peut être caractérisée par ses trois singularités régulières en z = 0, z = 1 et z = ∞.

## Définitions et propriétés générales
Classiquement, il est possible de définir 2F1(a , b, c ;z) de deux façons, soit à partir de développement en série entière, qui constitue une série particulière dite hypergéométrique, soit à partir de l'équation différentielle linéaire d'ordre 2 qu'elle vérifie.

### Définition à partir de la série hypergéométrique
La fonction hypergéométrique peut être définie pour tout |z| < 1 par la série, dite hypergéométrique :
{\displaystyle {}_{2}F_{1}(a,b;c;z)=\sum _{n=0}^{\infty }{\frac {(a)_{n}(b)_{n}}{(c)_{n}}}{\frac {z^{n}}{n!}}}.
La notation (a)n représentant la factorielle croissante ou symbole de Pochhammer, donné par :
{\displaystyle (a)_{n}={\begin{cases}1&{\textrm {si}}\ n=0\\a(a+1)\cdots (a+n-1)&{\textrm {si}}\ n>0.\end{cases}}}
Les paramètres a, b, c sont en général complexes. Si c est un entier négatif ou nul, soit c = –m avec m = 0, 1, 2… il est clair que (c)n devient nul dès que n = m + 1, donc la série est divergente.
Par ailleurs, de la même façon, la série ne comprend qu'un nombre fini de termes si a ou b est un entier négatif. Dans ce cas, la fonction 2F1 se réduit à un polynôme. Par exemple, si {\displaystyle a=-m\quad (m\in \mathbb {N} )} :
{\displaystyle {}_{2}F_{1}(-m,b;c;z)=\sum _{n=0}^{m}(-1)^{n}{\binom {m}{n}}{\frac {(b)_{n}}{(c)_{n}}}z^{n}}.

### L'équation différentielle hypergéométrique
La fonction hypergéométrique 2F1(a, b; c ; z) est solution de l'équation différentielle linéaire homogène du second ordre :
{\displaystyle z(1-z){\frac {\mathrm {d} ^{2}y}{\mathrm {d} z^{2}}}+\left[c-(a+b+1)z\right]{\frac {\mathrm {d} y}{\mathrm {d} z}}-aby=0}.
Celle-ci comporte trois points singuliers réguliers en z = 0, z = 1 et z = ∞, et toute équation différentielle linéaire du second ordre ayant trois points singuliers réguliers peut être ramenée à cette équation.
La recherche d'une solution sous forme de série entières (méthode de Frobenius) de la forme {\displaystyle y(z)=\sum _{n=0}^{\infty }{c_{n}z^{n}}} conduit à la relation de récurrence :
{\displaystyle c_{n+1}={\frac {(a+n)(b+n)}{(n+1)(c+n)}}\,c_{n}}, pour tout {\displaystyle n\in \mathbb {N} }.
En fixant {\displaystyle c_{0}=1}, on obtient la série hypergéométrique ci-dessus.

## Formule intégrale
La fonction 2F1 a plusieurs représentations intégrales, dont celle donnée par Euler en 1748 : Β désignant la fonction bêta, si Re(c) > Re(b) > 0 alors
{\displaystyle \mathrm {B} (b,c-b)\,_{2}F_{1}(a,b;c;z)=\int _{0}^{1}x^{b-1}(1-x)^{c-b-1}(1-zx)^{-a}~\mathrm {d} x},
pour tout z tel que |z| < 1, ou tel que |z| = 1 et que les deux membres convergent. Elle peut se démontrer en développant (1 − zx)−a par la formule du binôme généralisée puis en intégrant terme à terme.
Si de plus Re(c) > Re(a + b), on en déduit (cas z = 1) le théorème hypergéométrique de Gauss :
{\displaystyle _{2}F_{1}(a,b;c;1)={\frac {\Gamma (c)\Gamma (c-a-b)}{\Gamma (c-a)\Gamma (c-b)}}},
dont l'identité de Chu-Vandermonde est elle-même un cas particulier.

## Cas particuliers
De nombreuses fonctions usuelles peuvent s'exprimer à partir de la fonction hypergéométrique, par exemple :
{\displaystyle (1-z)^{-a}={_{2}F_{1}(a,b;b;z)}}
{\displaystyle {\frac {\ln(1+z)}{z}}={_{2}F_{1}(1,1;2;-z)}}
{\displaystyle {\frac {\arcsin z}{z}}={_{2}F_{1}\left({\tfrac {1}{2}},{\tfrac {1}{2}};{\tfrac {3}{2}};z^{2}\right)}={_{2}F_{1}\left(1,1;{\tfrac {3}{2}};z^{2}\right)}{\sqrt {1-z^{2}}}}
{\displaystyle {\frac {\arctan z}{z}}={}_{2}F_{1}\left({\tfrac {1}{2}},1;{\tfrac {3}{2}};-z^{2}\right)}.
La fonction hypergéométrique confluente (ou fonction de Kummer) correspond à un cas limite (dégénéré) de la fonction hypergéométrique :
{\displaystyle {}_{1}F_{1}(a;c;z)=\lim _{b\to \infty }{}_{2}F_{1}(a,b;c;b^{-1}z)}.
Plus précisément, cela revient à effectuer d'abord dans l'équation différentielle le changement de variable z = x/b, (b ≠ 0). L'équation différentielle devient alors :
{\displaystyle x\left(1-{\frac {x}{b}}\right)y''+\left(c-{\frac {a+1}{b}}x-x\right)y'-ay=0},
laquelle admet toujours trois points singuliers réguliers en x = 0, x = 1 et x = ∞ : le point singulier régulier en z = 1 est en fait « déplacé » en x = b. Si l'on prend ensuite la limite quand b → ∞, il y a « confluence » des deux points singuliers réguliers en  x = b et x = ∞, en un point singulier irrégulier en x = ∞, l'équation différentielle devenant à la limite :
{\displaystyle xy''+(c-x)y'-ay=0},
dont la fonction hypergéométrique confluente M(a, c, z) est une solution.
Les fonctions de Legendre sont solutions d'une équation différentielle linéaire du second ordre ayant 3 points singuliers réguliers ; par suite, elles peuvent s'exprimer en fonction de 2F1(a, b,c ; b−1z) de multiples façons, par exemple : 
{\displaystyle {}_{2}F_{1}(a,1-a;c;z)=\Gamma (c)z^{\tfrac {1-c}{2}}(1-z)^{\tfrac {c-1}{2}}P_{-a}^{1-c}(1-2z)}.
Certains polynômes orthogonaux, dont les polynômes de Jacobi P(α,β)
n et leurs cas particuliers les polynômes de Legendre, de Tchebychev et de Gegenbauer, peuvent s'écrire en termes de fonctions hypergéométriques en utilisant que
{\displaystyle {}_{2}F_{1}(-n,\alpha +1+\beta +n;\alpha +1;x)={\frac {n!}{(\alpha +1)_{n}}}P_{n}^{(\alpha ,\beta )}(1-2x)}.
D'autres polynômes qui sont des cas particuliers incluent les polynômes de Kravtchouk (en), de Meixner et de Meixner-Pollaczek (en).
Les fonctions modulaires elliptiques peuvent parfois s'exprimer comme fonctions réciproques d'un quotient de deux fonctions hypergéométriques dont les arguments a, b, c sont 1, 1/2, 1/3… ou 0. Par exemple, si
{\displaystyle \tau ={\rm {i}}{\frac {{}_{2}F_{1}\left({\frac {1}{2}},{\frac {1}{2}};1;1-z\right)}{{}_{2}F_{1}\left({\frac {1}{2}},{\frac {1}{2}};1;z\right)}}}
alors
{\displaystyle z=\kappa ^{2}(\tau )={\frac {\theta _{2}(\tau )^{4}}{\theta _{3}(\tau )^{4}}}}
est une fonction modulaire elliptique de τ.
Les fonctions bêta incomplètes Bx(p, q) sont reliées par
{\displaystyle B_{x}(p,q)={\frac {x^{p}}{p}}\,{}_{2}F_{1}(p,1-q;p+1;x)}.
Les intégrales elliptiques complètes K et E sont données par
{\displaystyle K(k)={\frac {\pi }{2}}\,_{2}F_{1}\left({\tfrac {1}{2}},{\tfrac {1}{2}};1;k^{2}\right),\quad E(k)={\frac {\pi }{2}}\,_{2}F_{1}\left(-{\tfrac {1}{2}},{\tfrac {1}{2}};1;k^{2}\right)}.